# Željko Obradović
Želimir „Željko” Obradović, cyr. Желимир Жељко Обрадовић (ur. 9 marca 1960 w Čačaku, Serbia - daw. Jugosławia) – serbski trener koszykarski, wcześniej reprezentant Jugosławii jako koszykarz występujący na pozycji rozgrywającego, olimpijczyk, po zakończeniu kariery zawodniczej – trener koszykarski, obecnie trener Partizana NIS Belgrad.

## Kariera zawodnicza
Obradović rozpoczął swoją karierę koszykarską, grając w klubie z rodzinnego miasta - Borac Čačak. Spędził tam sześć lat po czym latem 1986 roku odszedł do stołecznego Partizanu. Wraz z nim do klubu trafili 18-letni Vlade Divac, 19-letni Aleksandar Đorđević i 20-letni Žarko Paspalj.
Obradović spędził w Partizanie pięć sezonów, zdobywając w sezonie 1986/87 mistrzostwo Jugosławii i awansował w następnym sezonie do Final Four Pucharu Mistrzów (obecnie Euroliga). W kolejnym sezonie KK Partizan zdobył Puchar Jugosławii i Puchar Koracia, a Obradović stał jednym z najlepszych playmakerów w kraju.
Dobra gra Željko nie pozostała niezauważona i 28-letni koszykarz pojechał z reprezentacją Jugosławii na igrzyska olimpijskie w Seulu w 1988 roku. Tam koszykarze z Bałkanów byli gorsi tylko od ZSRR i zdobyli srebrne medale. Dwa lata później, wciąż z Obradoviciem w składzie, na mistrzostwach Świata w Argentynie Jugosłowianie zrewanżowali się Rosjanom, pokonując ich w finale 92:75 i zdobywając złote medale.
Jego kariera miała kres właśnie po mundialu w Argentynie, gdy został skazany na rok więzienia za potrącenie pieszego w wypadku samochodowym. Karę odbył, ale czynnie do koszykówki nie był w stanie wrócić. W 1991 roku zakończył karierę, z miejsca zostając nowym trenerem Partizanu.

## Kariera trenerska
Obradović przez niecałe dwadzieścia lat swojej kariery jako trener wypracował sobie rekordowy dorobek. Siedmiokrotnie wygrywał rozgrywki Euroligi i to z czterema różnymi klubami, dwukrotnie Puchar Saporty (z dwoma zespołami), kilkanaście tytułów mistrzowskich, puchary krajów, a w dorobku także złoto i srebro z reprezentacją Jugosławii.
Najwięcej sukcesów odniósł w Panathinaikosie Ateny, którego szkoleniowcem jest nieprzerwanie od lata 1999 roku. Dzięki niemu klub stał się jednym z najlepszych w Europie - PAO pod jego wodzą czterokrotnie sięgnęło po wygraną w Eurolidze, dziesięciokrotnie w lidze Grecji i sześć razy w pucharze kraju.

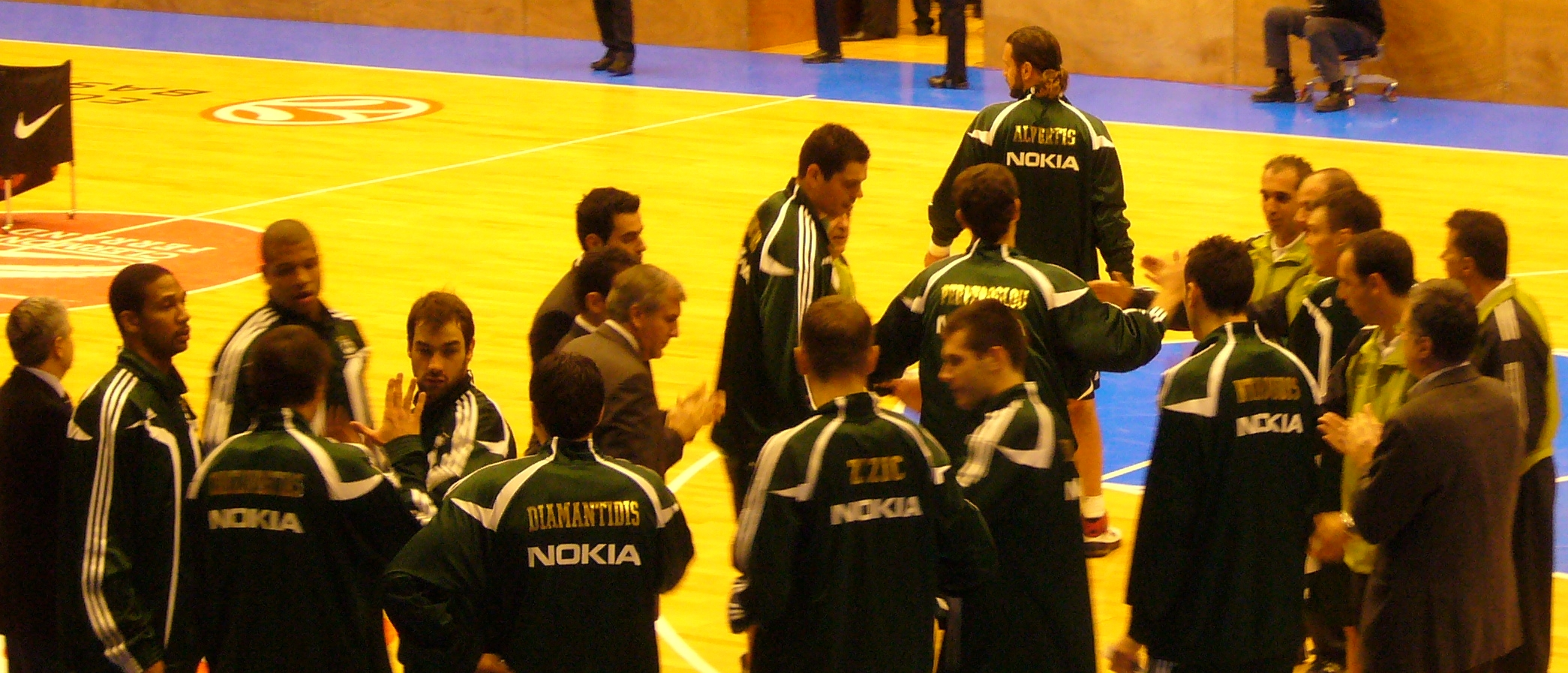
Obradović rozmawia z koszykarzami PAO w przerwie meczu, sezon 2007/08

W 2007 roku po raz drugi w historii wywalczył potrójną koronę, którą określa się Triple Crown. Po raz pierwszy Obradović osiągnął to 15 lat wcześniej, kiedy jego KK Partizan zdobył mistrzostwo i puchar Jugosławii, a na europejskich parkietach nie miał sobie równych w Eurolidze.
Dwa lata później osiągnął to po raz trzeci, a przy okazji sprawił wielką radość sympatykom PAO, gdyż jego zespół nie dość, że sięgnął po potrójną koronę, to na dodatek za każdym razem kosztem rywala zza miedzy - Olympiakosu Pireus. Koniczynki rozprawiły się z koszykarzami z Pireusu w finale mistrzostw i Pucharu Grecji, a w Eurolidze wyeliminowali rywali w półfinale.
25 czerwca 2021 został trenerem Partizana NIS Belgrad.

## Osiągnięcia

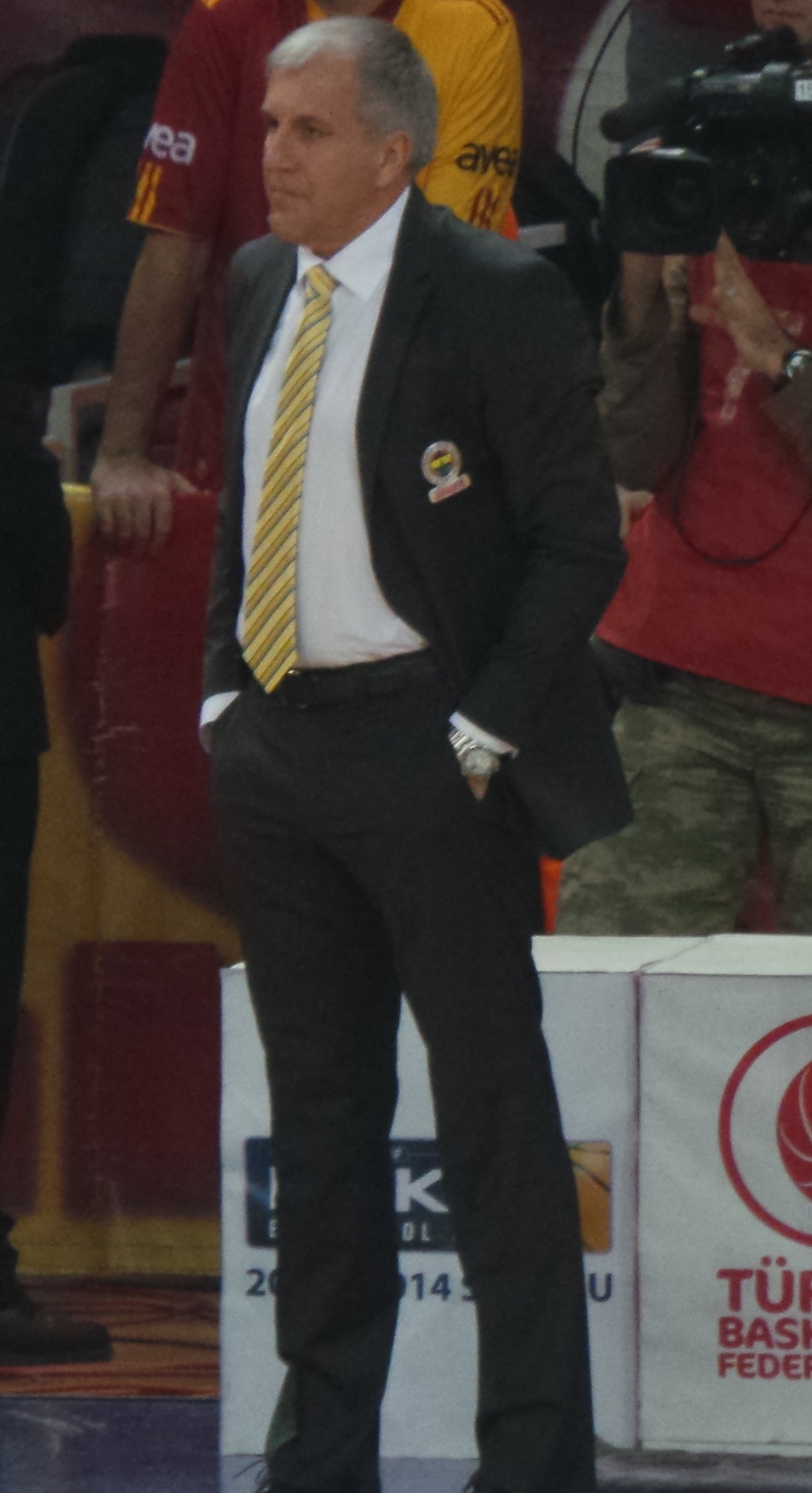
Obradović jako trener Fenerbahçe Ülker w 2013.

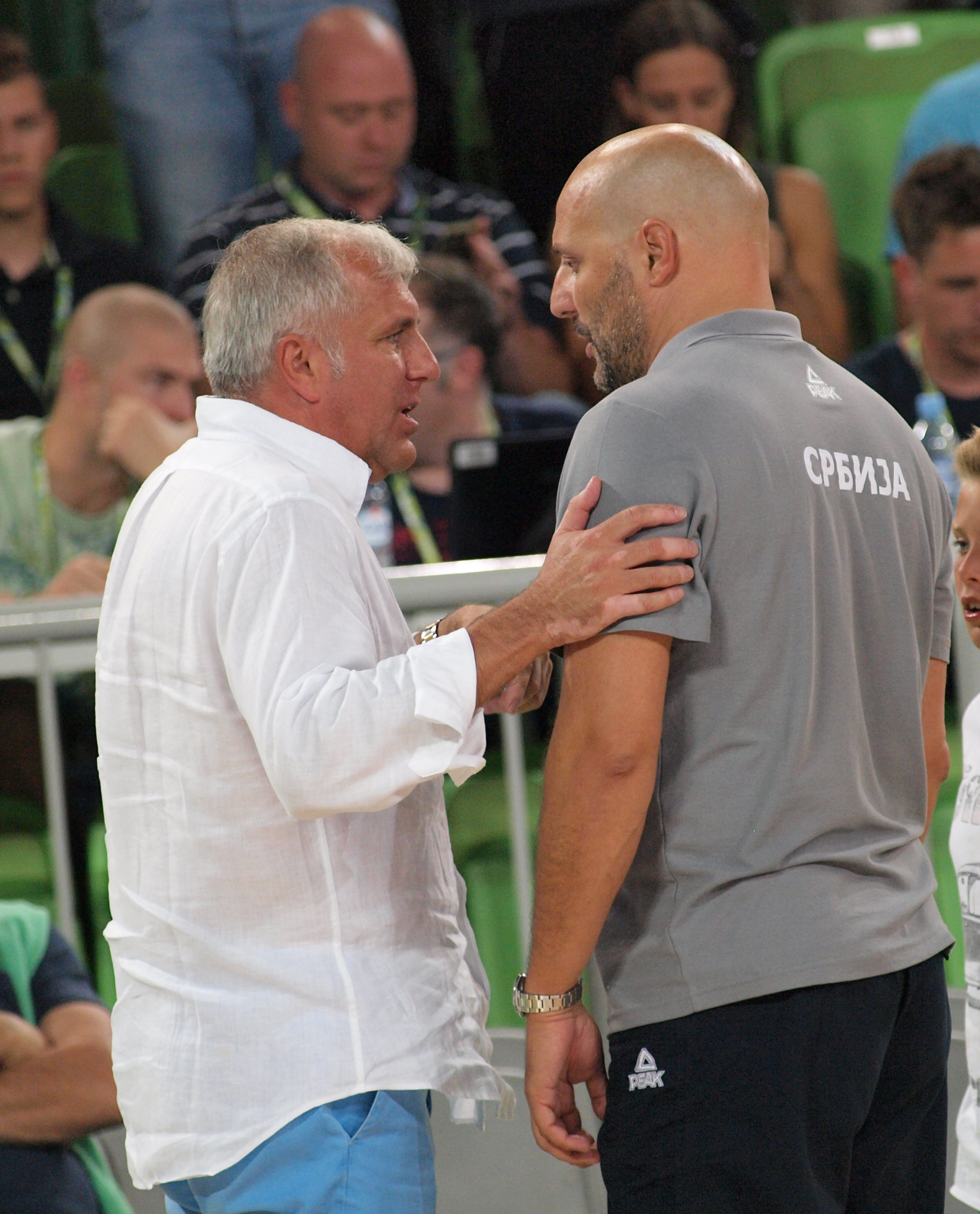
Obradović i Aleksandar Đorđević w sierpniu 2015.

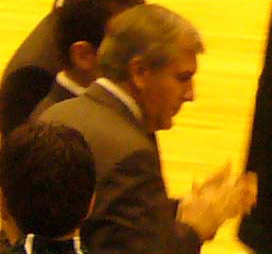
Obradović, trener Panathinaikosu, w listopadzie 2007.

Stan na 4 czerwca 2021, na podstawie, o ile nie zaznaczono inaczej.

### Zawodnicze

#### Drużynowe
- Mistrz:
  - Jugosławii (1987)
  - II ligi jugosłowiańskiej (1981)
- Wicemistrz Jugosławii (1988, 1989, 1991)
- Brąz Euroligi (1988)
- Zdobywca pucharu:
  - Koracia (1989)
  - Jugosławii (1989)

#### Reprezentacja
- Mistrz:
  - świata (1990)
  - Igrzysk Dobrej Woli (1990)
- Wicemistrz olimpijski (1988)
- Lider igrzysk olimpijskich w skuteczności rzutów za 3 punkty (1988 – 63,6%)[6]
- Uczestnik mistrzostw świata U–19 (1979 – 4. miejsce)

### Trenerskie

#### Drużynowe
- Mistrzostwo:
  - Euroligi (1992, 1994, 1995, 2000, 2002, 2007, 2009, 2011, 2017)
  - Eurocup (1997)
  - Grecji (2000, 2001, 2003–2011)
  - Jugosławii (1992)
  - Turcji (2014, 2016–2018)
  - ligi katalońskiej (1994)
- Wicemistrzostwo:
  - Euroligi (2001, 2016, 2018)
  - Suproligi (2001)
  - Hiszpanii (1997)
  - Turcji (2019, 2021)
  - Włoch (1999)
  - Grecji (2012)
- Brąz:
  - Euroligi (1998, 2005)
  - ACB (1995)
  - ligi greckiej (2002)
  - pucharu Hiszpanii (1996)
- IV miejsce w Eurolidze (1996, 2006, 2012, 2015, 2019)
- Puchar:
  - Saporty (1997, 1999)
  - Grecji (2003, 2005–2009, 2012)
  - Jugosławii (1992)
  - Turcji (2016, 2019, 2020)
  - prezydenta Turcji (2013, 2016, 2017)
- Superpuchar Włoch (1997)
- II miejsce w pucharze:
  - Jugosławii (1993)
  - Włoch (1998)
  - Grecji (2000, 2001, 2010, 2011)
  - Turcji (2015)
  - prezydenta Turcji (2014)

#### Indywidualne
- Trener roku:
  - Euroligi (1994, 1995, 2007, 2011, 2017)
  - ligi greckiej (2000, 2005, 2009, 2011)
- Zaliczony do grona 50. najwybitniejszych osobowości Euroligi (2008)[7]

#### Reprezentacyjne
(* – jako asystent)
- Mistrzostwo:
  - świata (1998)
  - Europy (1995*, 1997)
- Wicemistrzostwo olimpijskie (1996)
- Brązowy medal mistrzostw Europy (1999)